# Fernandezina pulchra
Fernandezina pulchra är en spindelart som beskrevs av Birabén 1951. Fernandezina pulchra ingår i släktet Fernandezina och familjen Palpimanidae. Inga underarter finns listade i Catalogue of Life.